# Žeretice
Žeretice jsou obec v okrese Jičín v Královéhradeckém kraji. Žije v ní 233 obyvatel.

## Historie
První písemná zmínka o obci pochází z roku 1350.

## Obyvatelstvo
| Rok            | 1869  | 1880  | 1890  | 1900 | 1910 | 1921 | 1930 | 1950 | 1961 | 1970 | 1980 | 1991 | 2001 | 2011 | 2021 |
| -------------- | ----- | ----- | ----- | ---- | ---- | ---- | ---- | ---- | ---- | ---- | ---- | ---- | ---- | ---- | ---- |
| Počet obyvatel | 1 170 | 1 110 | 1 090 | 875  | 822  | 759  | 684  | 485  | 463  | 395  | 339  | 325  | 264  | 251  | 259  |
| Počet domů     | 170   | 172   | 176   | 176  | 173  | 174  | 182  | 181  | 145  | 132  | 113  | 157  | 154  | 155  | 159  |

## Obecní správa

### Části obce
- Hradíšťko
- Vlhošť
- Žeretice

Od 30. dubna 1976 do 23. listopadu 1990 k obci patřila i Vrbice.

### Obecní symboly
Znak a vlajka byly obci uděleny rozhodnutím předsedkyně Poslanecké sněmovny Parlamentu České republiky dne 12. dubna 2013.

## Pamětihodnosti
- Socha svatého Jana Nepomuckého
- Kamenná lávka

## Pověsti
Podle místní povídky vznikl název obce takto: Kdysi ve 14. století pod Hradištěm, kde stojí nyní obec Hradíštko, byl brod přes řeku Cidlinu. Vozkové čekající navzájem než jeden přejede zde postávali, a tak jeden neznámý řezník si zde otevřel řeznictví, kde by se čekající vozkové najedli a napili. Aby dokázal, že má vždy čerstvé maso a uzeniny, každý den skládal nápis Řeznictví z čerstvých jitrnic. Jednou se stalo, že špatně přidělal písmeno C a to spadlo na zem. To začal žrát pobíhající pes a kdosi na řezníka volal „Žere ti cé“. Tak vznikl název osady Žeretice.